# Verzorgingsplaats Lage Aard
Verzorgingsplaats Lage Aard is een Nederlandse verzorgingsplaats, gelegen aan de A58 Eindhoven-Vlissingen tussen afritten 12 en 13, ten oosten van Breda, in de gemeente Gilze en Rijen.
Bij de verzorgingsplaats zijn geen voorzieningen aanwezig.
De Lage Aard staat bekend als homo-ontmoetingsplaats (HOP). Veel vrachtwagenchauffeurs overnachten daar omdat het er het veiligst is, het is daar immers de hele nacht druk.
Aan de andere kant van de snelweg ligt verzorgingsplaats Hooge Aard. 

## Gebeurtenissen in 2008
Er vond op donderdagavond 29 mei 2008 een grote politiecontrole van het korps landelijke politiediensten plaats, die werd uitgevoerd door politie in burger. Deze controle kreeg de bijnaam 'homo-razzia' doordat de mannen als 'wildvee' uit het bos waren gedreven.
Minister Guusje ter Horst van Binnenlandse Zaken had naar aanleiding van Kamervragen over de homo-razzia in Tilburg gemeld dat de politie hierbij fouten heeft gemaakt.